# Jan Kip (kunstenaar)
Johannes Bernardus (Jan) Kip (Oldenzaal, 7 april 1926 - aldaar, 10 april 1987) was een Nederlands beeldhouwer.
Jan Kip kreeg zijn opleiding rond 1950 aan de kunstacademie in Enschede en heeft daar les gehad van Henk Zweerus, hoogleraar vormstudie uit Amsterdam.
Kip was vooral vaardig in het bronsgieten. Hij werd vooral in en rondom Oldenzaal bekend door het beeld het Boeskoolmenneke (onthuld op 10 mei 1967) dat het symbool werd van deze stad. Boeskool is de Twentse uitdrukking voor wittekool, een groente waar Oldenzaal in vroeger dagen bekend om stond.
Kip maakte daarnaast tientallen andere werken, veelal figuurvoorstellingen, waarvan er vele in de openbare ruimte te zien zijn.

## Afbeeldingen

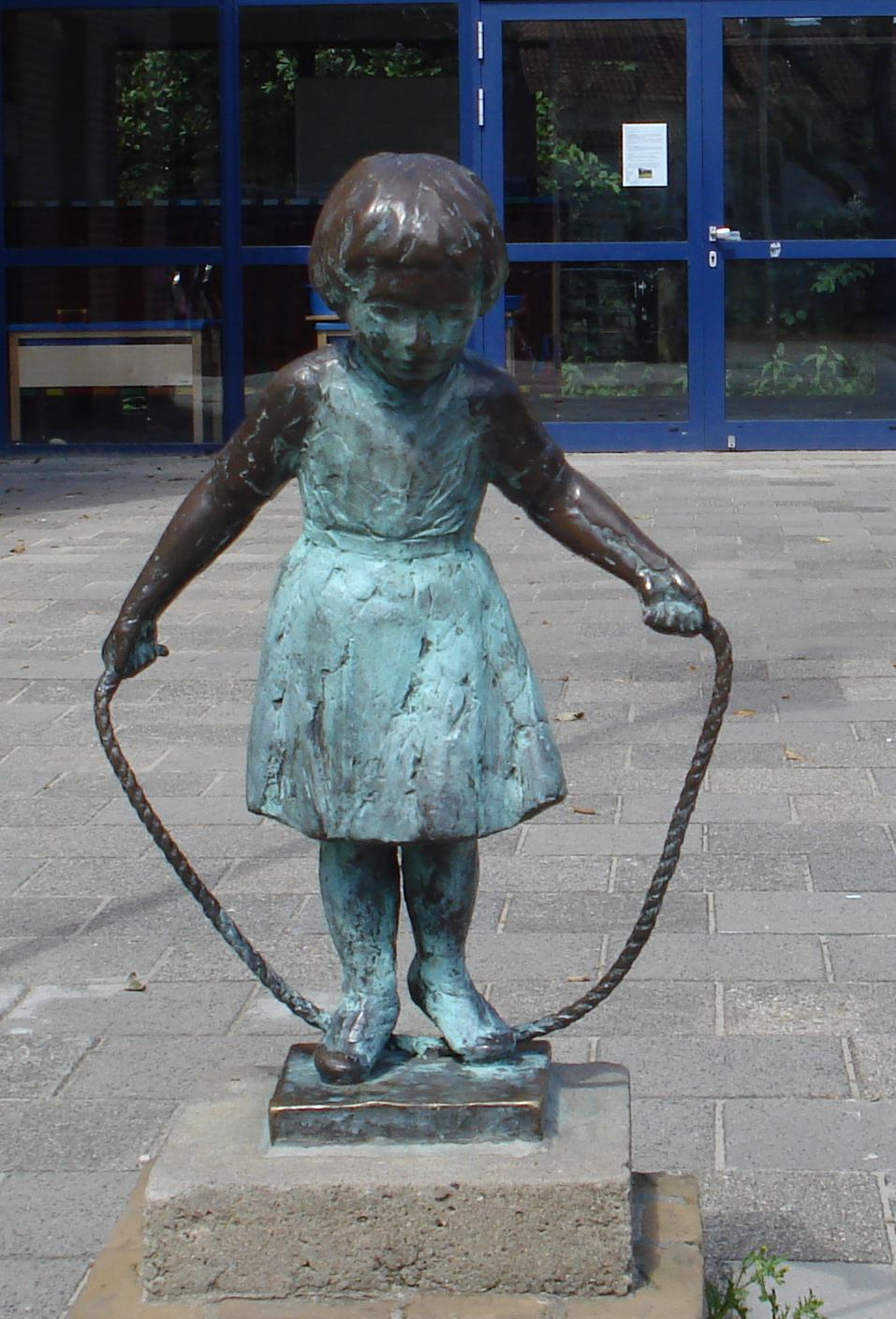
Meisje met springtouw in Ridderkerk
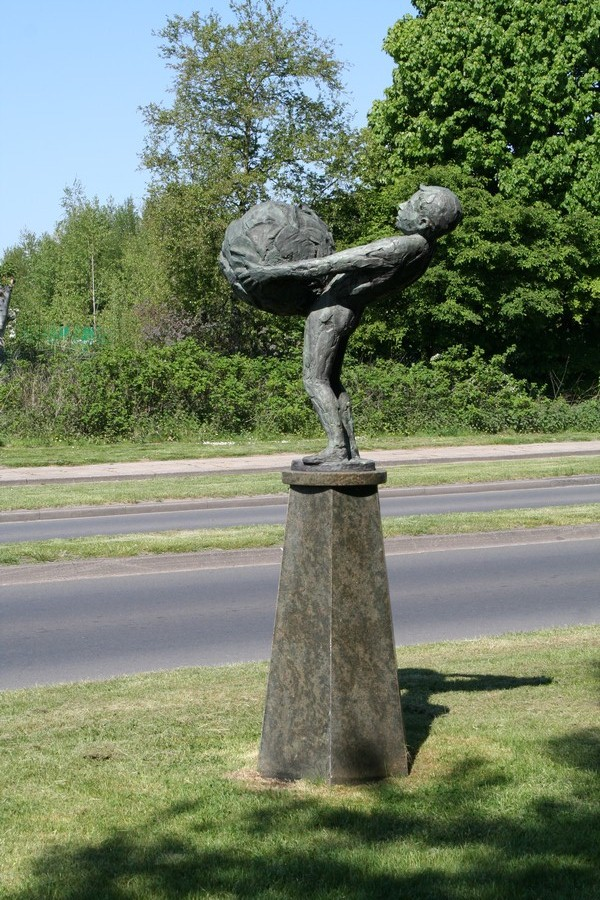